# Placogorgia cryptotheca
Placogorgia cryptotheca är en korallart som beskrevs av Nutting 1910. Placogorgia cryptotheca ingår i släktet Placogorgia och familjen Plexauridae. Inga underarter finns listade i Catalogue of Life.